# Io prima di te (singolo)
Io prima di te è un singolo del cantautore italiano Eros Ramazzotti, pubblicato il 28 ottobre 2013 come unico estratto dall'album in studio Noi due.

## Descrizione
Il brano è stato pubblicato in onore dei 50 anni di Ramazzotti.

## Video musicale
Il videoclip è stato diffuso nel novembre 2013.

## Classifiche
| Classifica (2025) | Posizione massima |
| ----------------- | ----------------- |
| Russia            | 98                |